# Triciclo manual

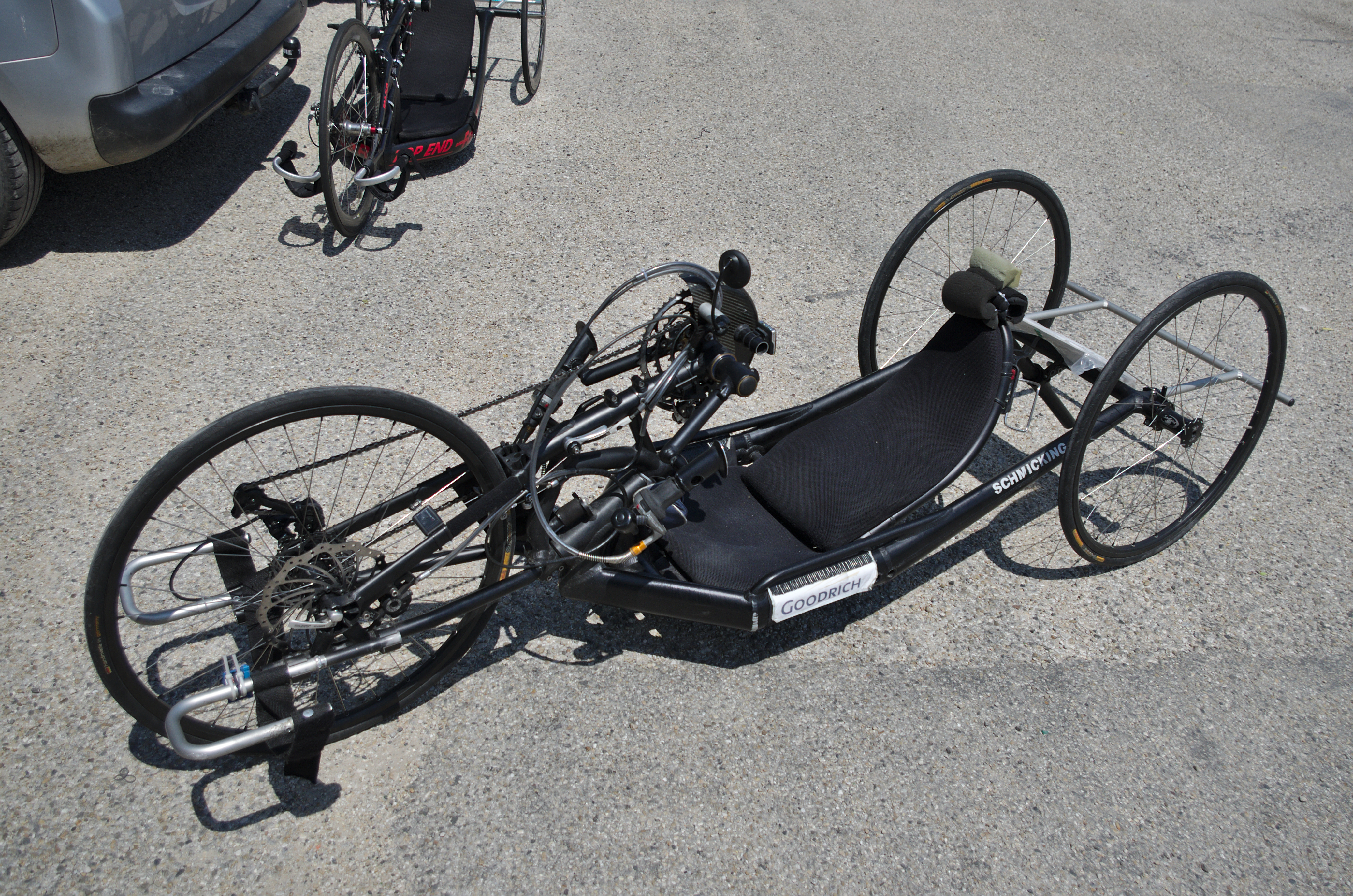
Imagen de un velocidad de un triciclo apache de competición, en la que se pueden observar (de izquierda a derecha): la rueda delantera con los reposapiés; la horquilla, con el sistema de transmisión por piñón-cadena-plato, las manivelas, y los cables del sistema de frenado; el asiento reclinado; el eje trasero con las dos ruedas; y la barra de seguridad posterior

Un triciclo manual es un tipo de vehículo de tracción humana impulsado mediante la fuerza de los brazos, que utiliza un sistema de propulsión mecánica similar al de una bicicleta. La mayor parte de los diseños de estos triciclos incluyen un eje trasero con dos ruedas y una rueda delantera, en la que se combinan la dirección y la tracción del vehículo.
Están especialmente concebidos para ser utilizados por personas de movilidad reducida, unas veces como medio de desplazamiento a cortas distancias (complementando las prestaciones de la silla de ruedas tradicional), y en otras ocasiones como un medio de transporte para mayores distancias, adecuado para la competición deportiva (véase también: ciclismo adaptado) o los recorridos turísticos.

## Reseña histórica

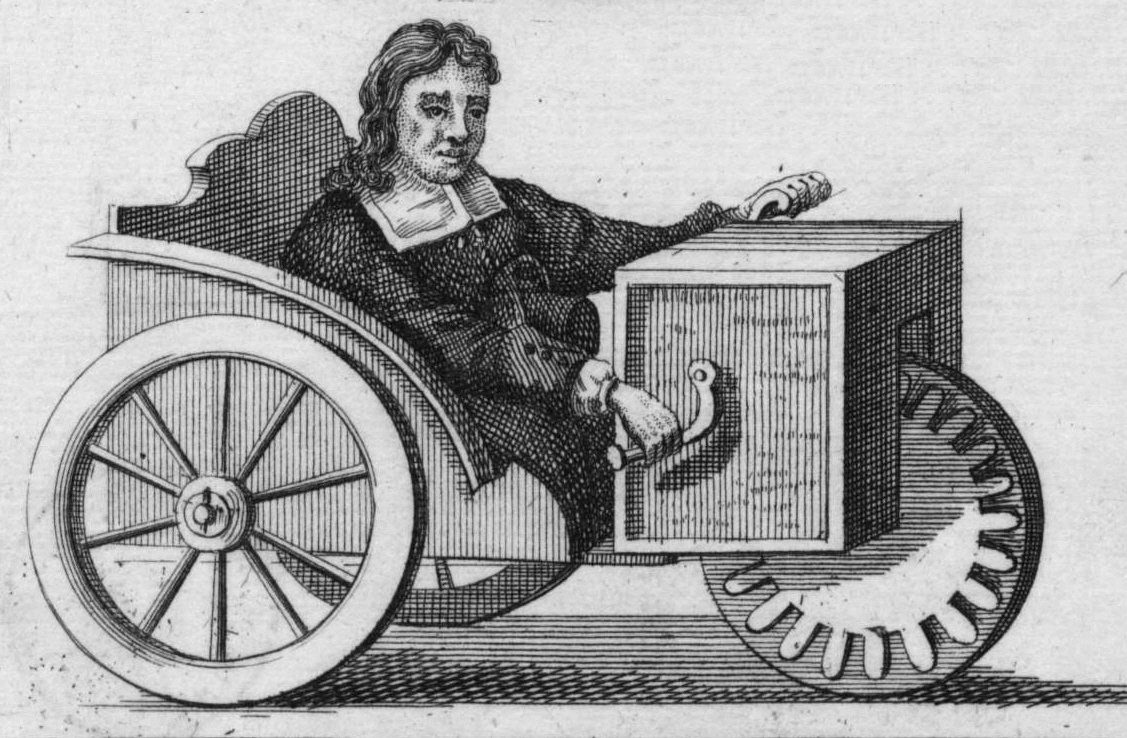
Stephan Farffler en el triciclo de tracción manual construido por él mismo (1655)

El primer triciclo de accionamiento manual del que se tiene noticia fue ideado y construido en 1680 por un discapacitado, el relojero alemán Stephan Farffler de la localidad de Altdorf (1633-1689) que por entonces contaba con tan solo 22 años de edad.
Hasta bien entrada la segunda mitad del siglo XX, este tipo de vehículos eran tradicionalmente utilizados casi en exclusiva como medio de transporte de personas parapléjicas o mutiladas, incapaces de andar pero que conservaban la fuerza de sus brazos. Sin embargo, estos primitivos modelos eran más voluminosos, más pesados, y más complejos mecánicamente (y por lo tanto, más caros) que una simple silla de ruedas, por lo que su uso no se generalizó.
Sin embargo, con el auge de los deportes paralímpicos a partir de la década de 1980, la utilización de este tipo de triciclos accionados manualmente empezó a consolidarse como una práctica deportiva con gran aceptación entre los discapacitados aficionados al ciclismo, teniendo en cuenta las notables ventajas de este tipo de vehículos con respecto a las sillas de ruedas especialmente para los recorridos por carretera.
Los primeros triciclos manuales modernos se construyeron en 1983 en los Estados Unidos gracias al esfuerzo de pioneros individuales que fabricaban sus modelos artesanalmente, como el inventor suabo Hans Olpp en 1988. El primer fabricante en comercializar este tipo de triciclos adaptados fue la empresa alemana de Reinhold y Edgar Stricker en 1989. En 1990 llegó a Europa el modelo CYCL-ONE del constructor Quickie Designs/Shadow Products, una de las primeras horquillas dotada de manivelas para transformar sillas de ruedas en triciclos. Los primeros triciclos manuales de competición fueron desarrollados en Estados Unidos por Chris Peterson (fundador de la empresa de bicicletas adaptadas Top End) en 1991; apareciendo en Europa en 1993 de la mano del médico holandés Kees van Breukelen y del alemán Gregor Golombek. Fue la empresa de Alois Praschberger la que lanzó en 1992 triciclos con bastidor fijo y con cambios de bicicleta adecuados para la competición, muy similares a los que se han utilizado desde entonces.
Reflejo de la popularidad de estos triciclos manuales es su inclusión entre las disciplinas de ciclismo adaptado de la Unión Ciclista Internacional como una de las cuatro clases de vehículos de competición (los otros tres son el tándem con acompañante para invidentes; las bicicletas adaptadas para mutilados; y los triciclos accionados con las piernas para personas con dificultades motoras) utilizándose para denominarla la letra H (tomada de la inicial del nombre inglés Handcycle), siendo la más reciente de las cuatro especialidades en incorporarse al programa paralímico en Atenas 2004.
Además de su dimensión deportiva, los triciclos manuales también son utilizados en actividades recreativas, culturales y sociales, con numerosas asociaciones en todo el mundo que fomentan su uso.

## Denominaciones
La lengua española todavía no posee ningún vocablo específico para denominar a este tipo de vehículos, por lo que es muy frecuente verlos mencionados ulizando la palabra inglesa de arraigo popular "hand bike" (escrita también como hand-bike o como handbike; "bicicleta manual"). Curiosamente, el Diccionario de Oxford solo recoge el vocablo más técnico "handcycle" (utilizado por la UCI en su normativa), con mucha menor presencia en los textos en español.
"Handcycle" (literalmente, "manociclo") se sustituye por expresiones como bicicletas adaptadas; bicicletas manuales; o la más precisas triciclos adaptados o triciclos manuales (que da título a este artículo). Estas expresiones son considerablemente largas, y a veces ambiguas e incluso incorrectas, por lo que su uso no se ha generalizado, prevaleciendo los ya citados término handbike o hand bike, que también presentan la paradoja de designar a estos vehículos como bicicletas ("bikes") a pesar de que poseen tres ruedas. En francés se utiliza el neologismo "Vélocimane" (formado de manera análoga a velocípedo).

## Descripción

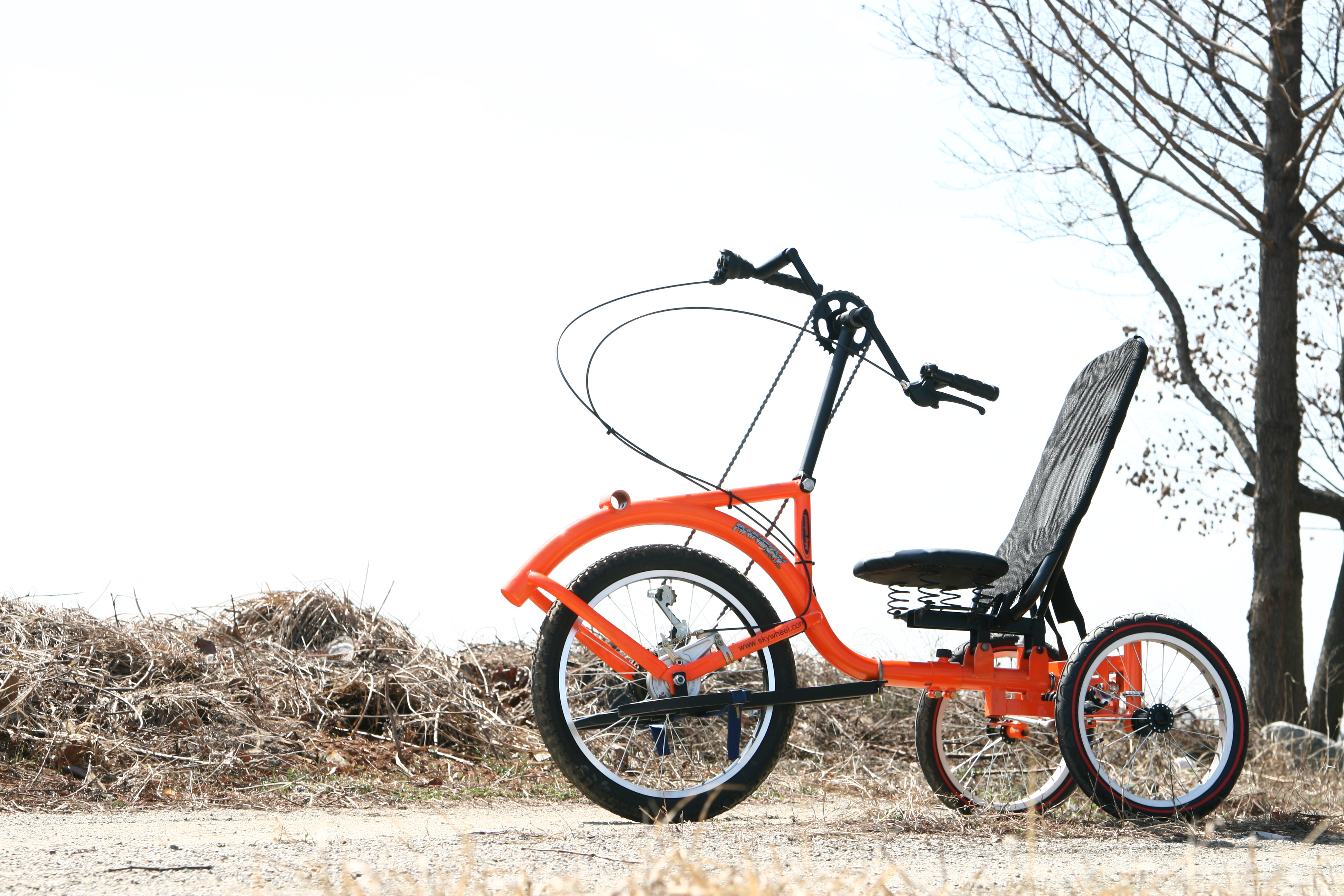
Triciclo manual de paseo

El diseño habitual consiste en un bastidor tubular rígido, sobre el que se montan la rueda delantera (mediante una horquilla), el asiento del conductor, y tras este, el eje posterior. La horquilla es el elemento mecánicamente más complejo del triciclo, puesto que reúne simultáneamente las funciones de dirección y de tracción. La impulsión se resuelve mediante el clásico sistema de tracción por cadena con cambio de piñones, similar al utilizado en las bicicletas, aunque los pedales (en este caso, dos manivelas unidas al plato del cambio) se sitúan en la parte superior de la horquilla, al alcance de las manos, y los piñones se colocan sobre el eje de la rueda delantera. Estas manivelas normalmente se disponen en fase (a diferencia de los pedales de las bicicletas, que se montan con un desfase de 180°),  lo que permite al ciclista utilizar más fácilmente la fuerza de su torso para ayudar a impulsar el triciclo. Como ya se ha señalado, el montaje del cambio sobre la horquilla hace posible que el conductor pueda impulsar y dirigir el triciclo simultáneamente. Las palancas del freno y del cambio de marchas normalmente están montadas sobre las manivelas (y por lo tanto, deben girar con ellas); lo que se traduce en la adopción de unos largos cables de accionamiento de aspecto característico.  
Algunos diseños de mayor complejidad mecánica utilizan dos ruedas delanteras y una sola rueda trasera. Otro factor importante es la posición del conductor sobre el triciclo, lo que condiciona la altura del vehículo y la forma en que pueden accionarse las manivelas: existen modelos de ciclismo adaptado muy bajos en los que el ciclista va prácticamente tumbado (mirando hacia arriba y con los pies por delante); en otros modelos de altura intermedia va sentado sobre sus piernas estiradas o de rodillas con el tronco erguido; y también existen configuraciones de mayor altura, como las sillas de ruedas adaptadas convertidas en triciclos manuales (aplicándoles una horquilla desmontable con transmisión por cadena similar a las descritas).
Los triciclos manuales (que cuentan con un sistema de tracción mecánico por cadena) no deben ser confundidos con las sillas de ruedas propiamente dichas (que se impulsan empujando directamente sobre sus ruedas principales).

### Clasificación ergonómica

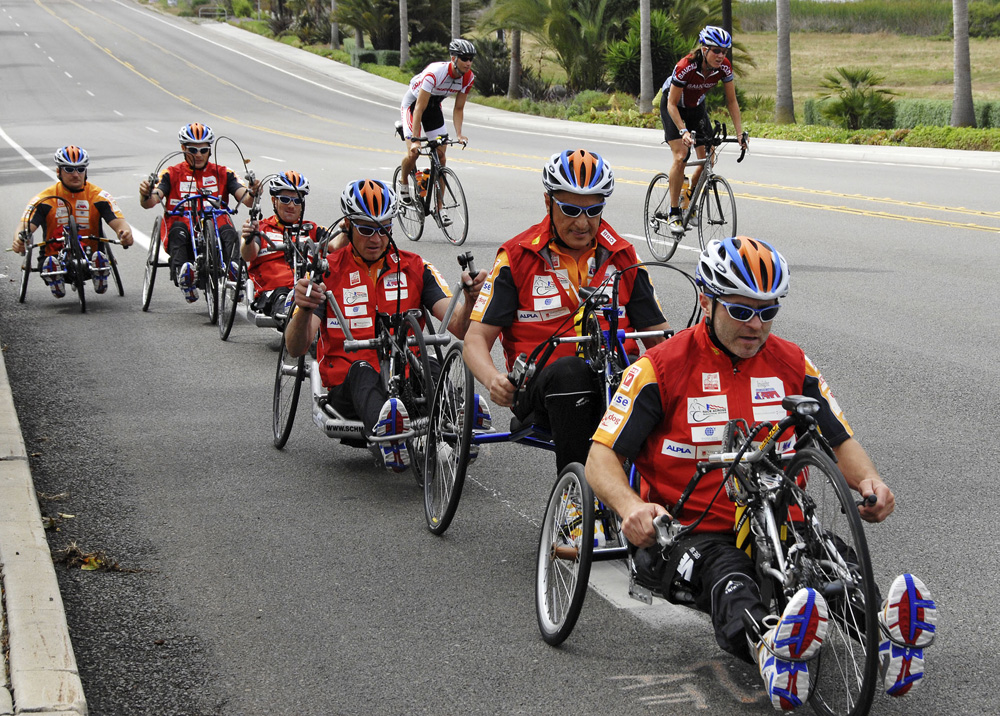
Distintos tipos de triciclo manual: en segunda posición circula un triciclo del tipo silla entre una serie de triciclos del tipo bastidor rígido

En este sentido, existe una clasificación ergonómica de los triciclos, establecida en función de dos criterios principales:
- Posición del conductor:

- Sillas de ruedas adaptadas (el conductor va sentado, con el tronco erguido y las piernas en la posición de sentado, o estiradas hacia delante)
- Triciclos manuales de bastidor rígido (el conductor va tumbado o ligeramente reclinado; o sentado sobre sus rodillas o piernas estiradas)

- Forma de propulsión:

- AP (Arm Powered, el conductor se impulsa exclusivamente con los brazos)
- ATP (Arm Trunk Powered, el conductor se impulsa con los brazos y con la ayuda del tronco)

De la combinación de estos dos pares de características, se obtienen cuatro tipologías de triciclos manuales:
- Silla AP (conductor sentado; manivelas altas y rectas; velocidad de hasta unos 20 km/h)
- Silla ATP (conductor sentado; manivelas bajas, curvadas y amplias; velocidad de hasta unos 30 km/h)
- Bastidor rígido AP (conductor reclinado; con manivelas rectas o curvas; velocidad de hasta unos 40 km/h)
- Bastidor rígido ATP (conductor sentado sobre glúteos o rodillas; manivelas anchas y curvas; velocidad de hasta unos 45 km/h)

## Estilos
Los triciclos de impulsión manual presentan diversos estilos y configuraciones, adaptándose a personas con una amplia variedad de discapacidades motoras. También se diseñan vehículos híbridos, que pueden reunir simultáneamente características de los triciclos manuales, de las bicicletas reclinadas y de los triciclos clásicos.

### Dirección de horquilla
La mayoría de los triciclos manuales vendidos son de este tipo. Se adaptan perfectamente a usuarios con daños medulares tanto leves como graves. Disponen de reposapiés ajustables, ángulo del asiento regulable, y gran variedad de sistemas de cambio mecánico. Las ruedas y las configuraciones de los neumáticos se pueden adaptar al uso que se pretenda: recreativo, de competición (por pista o carretera) o turístico. Fabricantes de este tipo de triciclos manuales incluyen a "Invacare" (Top End), "Intrepid Equipment", "Varna", y "Schmicking and Sunrise Medical" (Quickie).

### Dirección por distribución de peso
Algunos modelos utilizan sistemas de dirección del triciclo controlados por la distribución del peso del conductor sobre el bastidor. Se requiere un  proceso de aprendizaje más largo para controlar este tipo de vehículos, y son significativamente menos estables a velocidades altas. El sistema es similar al de un monoesquí: la inclinación del peso del conductor permite controlar la dirección del vehículo. Este tipo de dirección puede funcionar bien para ciclistas con daños de nivel bajo; a pesar de que algunos atletas con incapacidad de alto nivel también la utilizan. Entre los fabricantes de este tipo de triciclos manuales se incluyen "Lighting Handcycles" y "Brike Internacional Ltd." (Freedom Ryder).

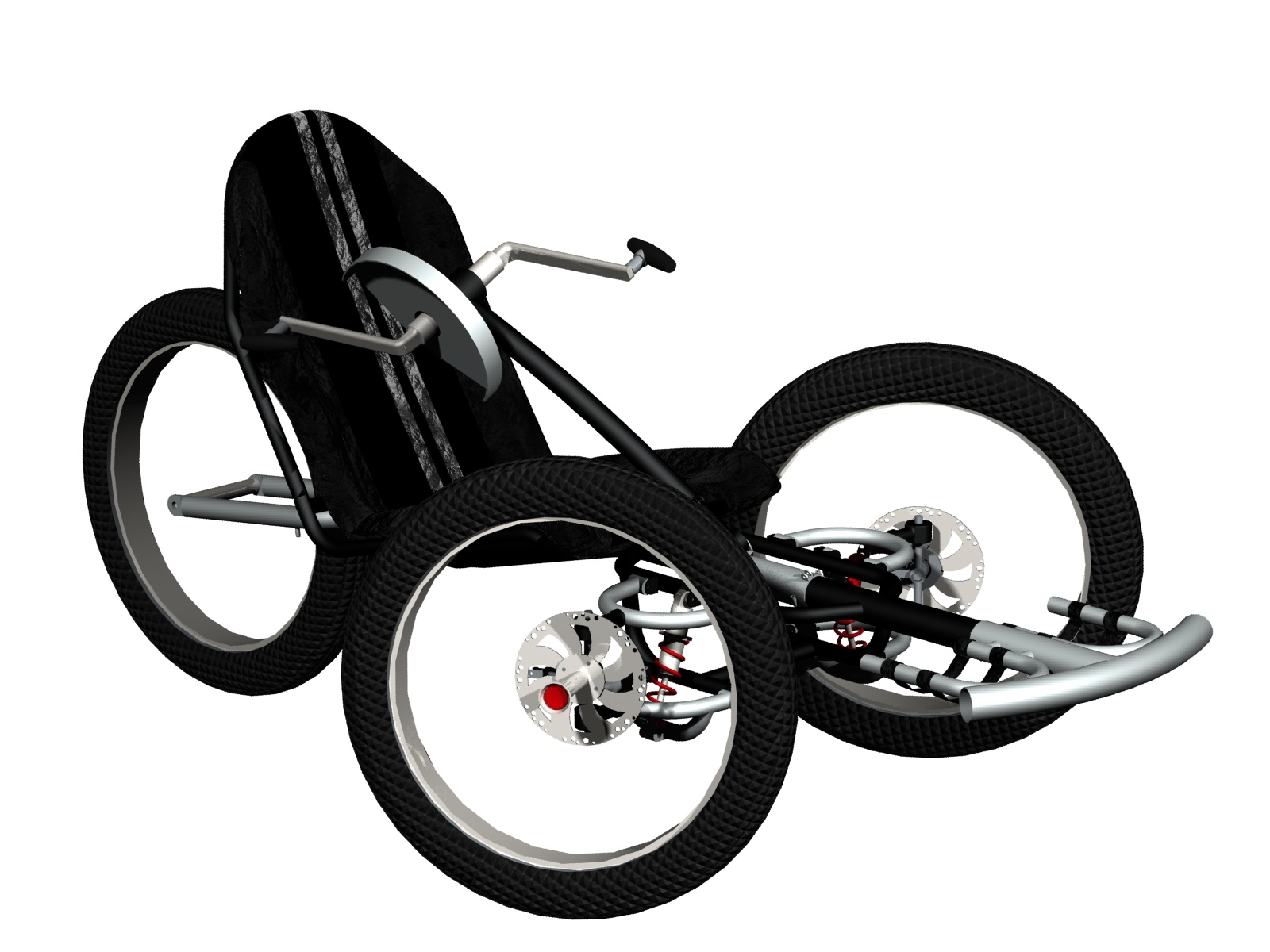
Triciclo manual "todoterreno" diseñado en Holanda

### Todoterreno
Los triciclos manuales  todoterreno son muy diferentes a los otros tipos, y suelen incluir dos ruedas delante y una detrás, e incorporan sistemas de transmisión con relaciones de marcha más cortas, lo que permite subir pendientes empinadas, requisito necesario para la práctica del ciclismo de montaña. La adopción de neumáticos más anchos y con relieve más marcado también hace posible esta práctica utilizando triciclos manuales estándar (aunque con mayores limitaciones).

### Turismo
Estos triciclos también se pueden utilizar en recorridos turísticos, por lo que algunos fabricantes les incorporan guardabarros y portamaletas. Al igual que las bicicletas, los triciclos han evolucionado progresivamente, siendo cada vez más ligeros, disponiendo de mejores mecanismos de transmisión para acometer largas subidas y permitiendo recorrer distancias más largas.

### Competición

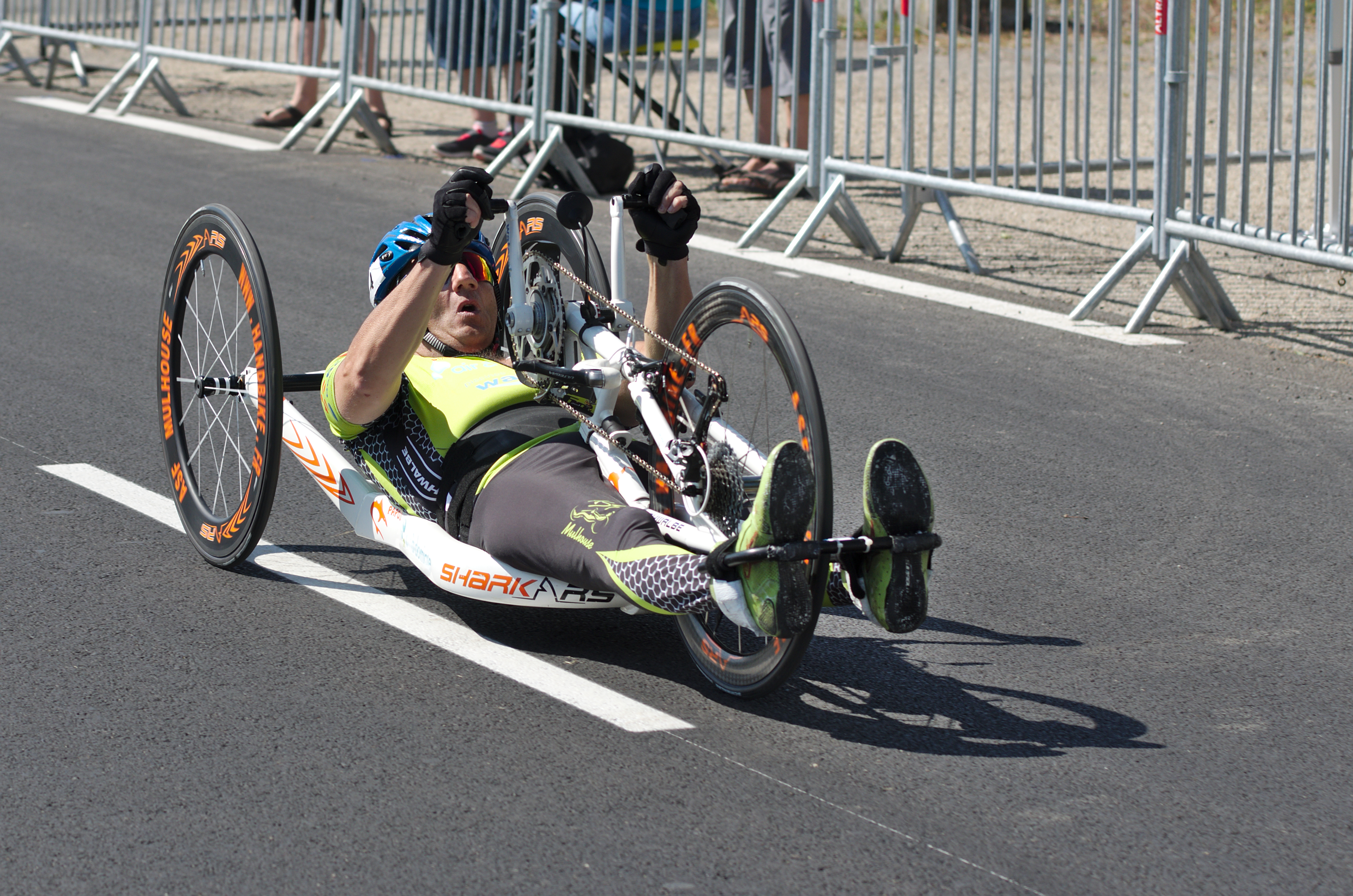
"Hand bike" del tipo AP2 (diseñada para poderse conducir con el cuerpo totalmente tumbado)

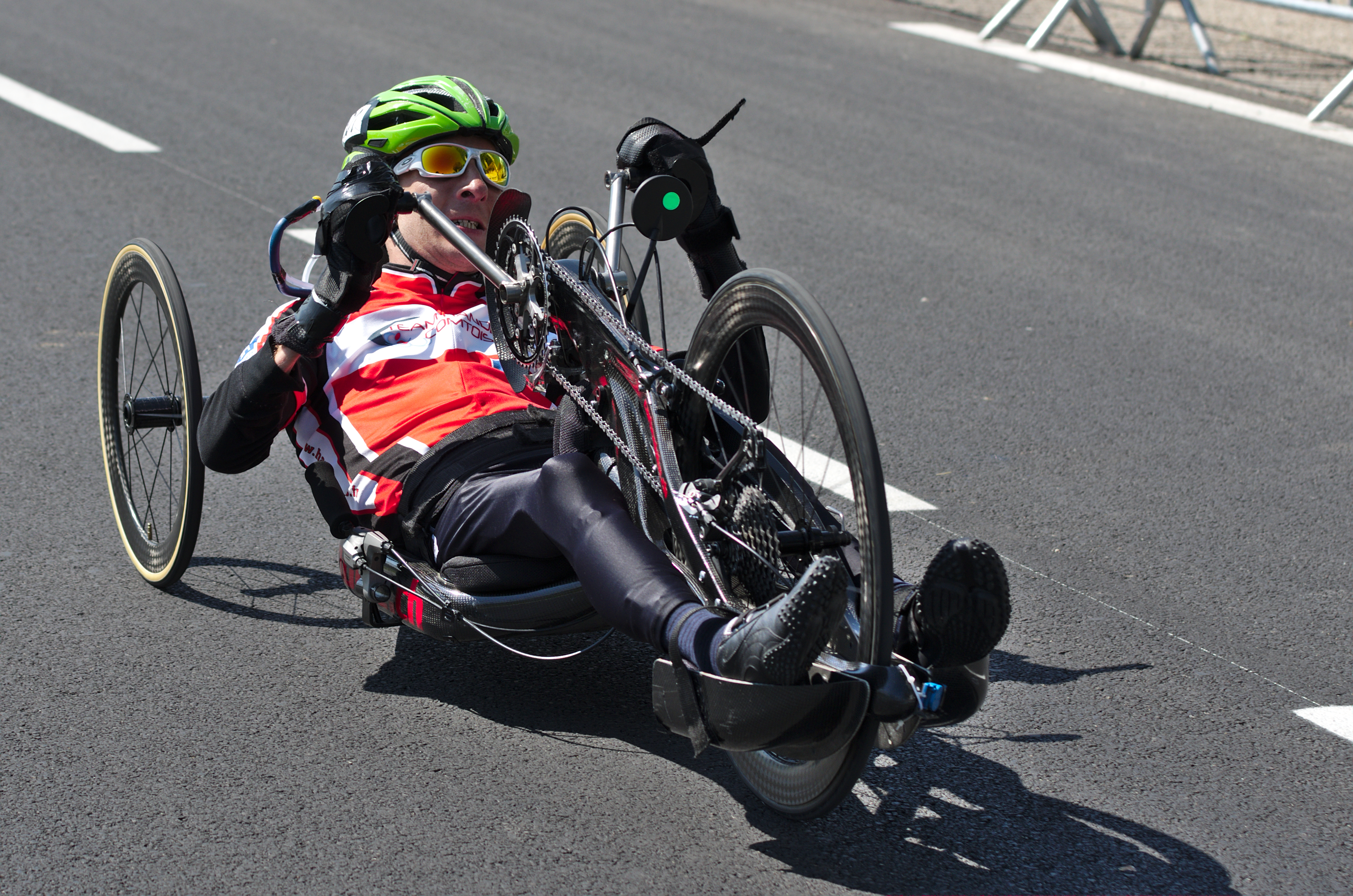
"Hand bike" tipo AP2, con el ciclista erguido 30°

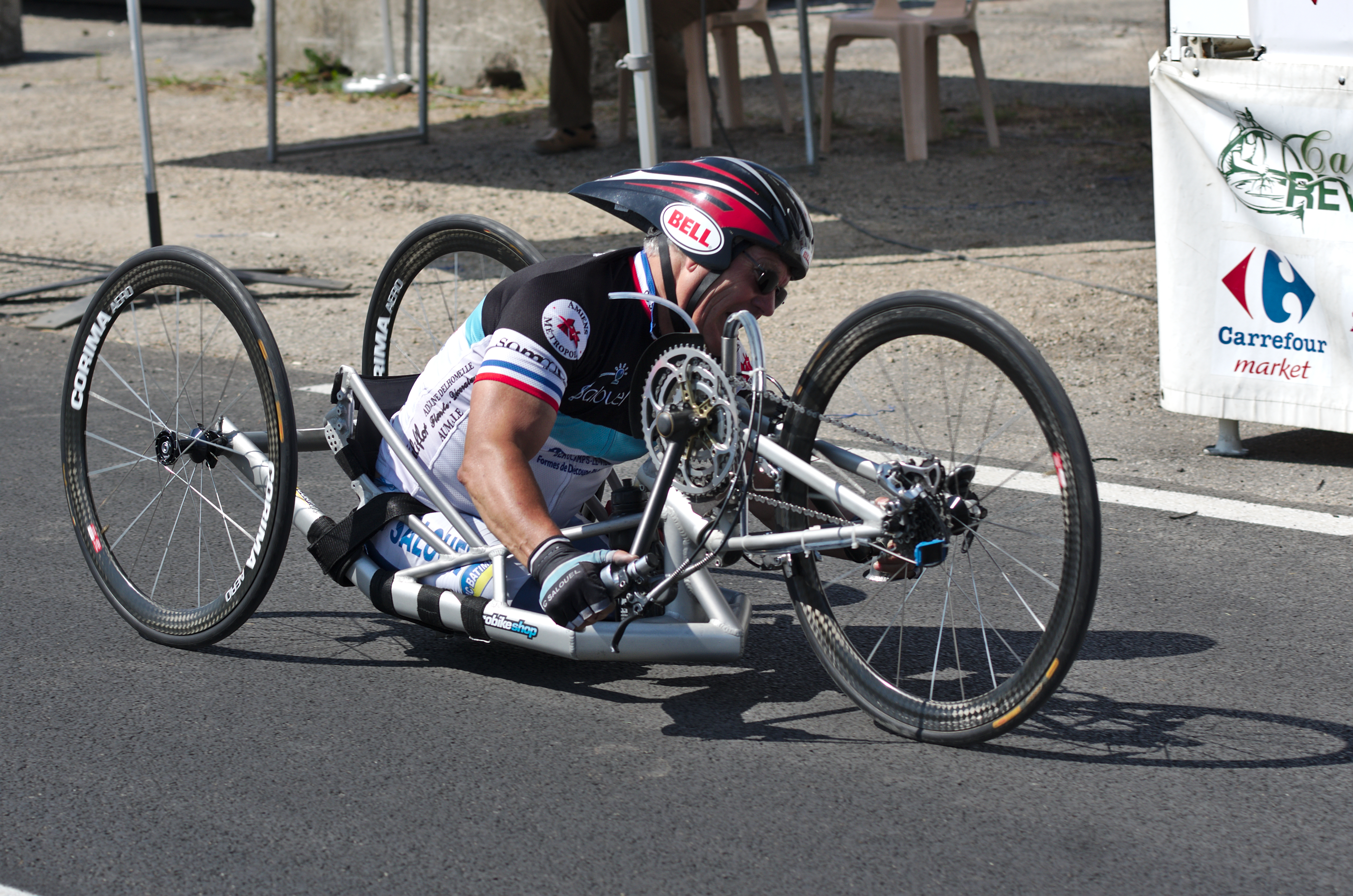
"Hand bike" del tipo ATP3 (diseñada para conducirse con el tronco erguido)

La UCI especifica las condiciones exigibles a los triciclos manuales de competición en el documento UCI Cycling Regulations (v.1.02.14) (Capítulo XVII, páginas 39 a 41), que se designan de acuerdo con su clasificación ergonómica: (AP) para los impulsados exclusivamente por los brazos, (ATP) para los impulsados por los brazos y con la ayuda del tronco, y (HK) (Handcycle Kneel) para los conducidos en la posición de rodillas, añadiéndose un código numérico.

Artículo 16.17.001 Un triciclo manual es un vehículo de tres ruedas accionado bien por los brazos (AP), por los brazos y el tronco (ATP) o desde la posición de rodillas (HK); dotado con un marco abierto de construcción tubular, que se ajusta a los principios generales de la UCI para la construcción de bicicletas, con la excepción de que los tubos del bastidor del chasis no tienen por qué ser rectos y que para la construcción del asiento o el respaldo, el diámetro máximo del tubo del bastidor puede exceder el máximo definido por los principios generales de la UCI.

La rueda única puede ser de un diámetro diferente al de las otras dos. La rueda o las ruedas delanteras serán orientables; y la rueda única, ya sea frontal o posterior, deberá ser propulsada mediante un sistema que utilice empuñaduras y una cadena. El triciclo será impulsado exclusivamente mediante un tren de manivelas y un cambio de bicicleta convencional, formado por los brazos de las manivelas, un conjunto de platos, la cadena y los piñones, con empuñaduras que sustituyen a los pedales. Se deberá impulsar utilizando las manos, los brazos y la parte superior del cuerpo, principalmente.
Definición de "triciclo manual". Reglamento de la UCI.

Entre otras muchas especificaciones, se detallan las dimensiones máximas del triciclo (2,50 m de largo x 0,70 m de ancho) o el diámetro de las ruedas (puede variar entre un mínimo 406 mm y un máximo de 622 mm); así como otra serie de parámetros dimensionales y de medidas destinadas a garantizar la seguridad de los corredores. El mecanismo de frenado debe incluir dos sistemas independientes, y si actúa sobre el eje de dos ruedas, debe de hacerlo directamente sobre ambas.
Como se puede observar, son utilizables triciclos con las dos ruedas tanto situadas delante como detrás del conductor, pero la práctica totalidad de los modelos de competición utilizan las dos ruedas atrás.
De acuerdo con las denominaciones de la UCI, existen varios tipos de handcycles, ideados para su uso por deportistas sin movilidad en las extremidades inferiores (como parapléjicos, hemipléjicos en distinto grado o con amputación de las piernas) pero que conservan la capacidad de utilizar sus brazos:
- AP2: Triciclos manuales con el respaldo del asiento reclinado 30°, reservados para ciclistas que pueden permanecer parcialmente incorporados. Accionados exclusivamente por los brazos.

- AP3: Triciclos manuales con el respaldo horizontal, en los que el ciclista se sitúa totalmente tumbado porque su discapacidad le impide permanecer erguido. Accionados exclusivamente por los brazos.

- ATP3: Triciclos manuales diseñados para competir con el tronco totalmente erguido, con el ciclista sentado sobre sus glúteos o situado sobre las rodillas. Accionados por los brazos con la ayuda del tronco.